# Деш і Лілі
Деш і Лілі (англ. Dash & Lily) — американський комедійний телевізійний серіал, що вийшов на платформі Netflix у 2020 році.

## Сюжет
У центрі сюжету — підлітки з Нью-Йорка Деш і Лілі, які починають спілкування з листування незадовго до Різдва. Вони по черзі роблять записи в одному блокноті, який залишають у різних частинах міста.

## У ролях

### Головні
| Актор          | Роль     |
| -------------- | -------- |
| Остін Абрамс   | Деш      |
| Мідорі Френсіс | Лілі     |
| Данте Браун    | Бумер    |
| Трій Івата     | Ленгстон |

### Другорядні
| Актор               | Роль                       |
| ------------------- | -------------------------- |
| Кіана Марі          | Софія                      |
| Майкл Сиріл Крейтон | ельф Джефф/Королева дверей |
| Патрік Вейл         | Марк                       |
| Вільям Гілл         | Сел/Санта-Клаус            |
| Лія Крейц           | Арин                       |
| Іенн Філдс Стюарт   | Роберта                    |
| Агнета Текер        | Прія                       |
| Джеймс Сайто        | Артур Морі                 |
| Гідеон Емері        | Адам                       |
| Дженніфер Ікеда     | Грейс                      |
| Дієго Гевара        | Бенні                      |
| Гленн Маккуен       | Едгар Тібо                 |
| Джоді Лонг          | Ліліан/"Місіс Бейзіл Е."   |
| Джоді Лонг          | Ліліан/"Місіс Бейзіл Е."   |
| Майкл Парк          | Гордон                     |

### Інші
| Актор          | Роль        |
| -------------- | ----------- |
| Нік Блеймайр   | Дов         |
| Тревор Браун   | Джонні      |
| Нік Джонас     | самого себе |
| Jonas Brothers | самі себе   |

## Епізоди
| № серії | Назва серії      | Режисер(и)         | Сценарист(и) | Оригінальна дата виходу |
| --- | ---------------- | ------------------ | ------------ | ----------------------- |
| 1 | «Деш»            | Бред Сілберлінг    | Джо Трац     | 10 листопада 2020       |
| Деш — підліток, який живе в Нью-Йорку і ненавидить Різдво. Його батько поїхав за місто на різдвяні канікули, як і батьки інших його однолітків. У ніч на 17 грудня в книгарні «Стренд» він натрапляє на блокнот, на першій сторінці якого було написано послання: «Чи ти наважишся?». За підказками в блокноті він починає розшукувати авторку, залишаючи свою відповідь в ньому. Наступного дня він знаходить блокнот у «Двох чоботях», де працює його найкращий друг Бумер. Бумер стверджує, що йому не вдалося зафіксувати загадкову дівчину на відеозаписах з камер спостереження ресторану. Зрештою, за інструкціями з блокнота, вони намагаються відібрати капелюх в актора Санта-Клауса з «Мейсіс». Хоча охоронець і актор-ельф силоміць випроваджують їх на вулицю, Дешу вдається поцупити капелюх і знайти вишите спереду ім'я авторки — Лілі. Флешбек розкриває, що він зіткнувся з Лілі, коли вона приєдналася до друзів на різдвяні колядування, але тоді вони не познайомилися один з одним. |                  |                    |              |                         |
| 2 | «Лілі»           | Бред Сілберлінг    | Джо Трац     | 10 листопада 2020       |
| Лілі — сором'язлива 17-річна дівчина європейського та японського походження, яка любить Різдво, але ніколи не мала романтичних стосунків, на відміну від інших членів своєї родини. Її батьки та дідусь поїхали з міста на Фіджі та Флориду відповідно, через що вона почувається самотньою. За підтримки та участю свого старшого брата Ленгстона, Лілі вирішує залишити блокнот із секретними підказками для потенційного романтичного партнера, щоб він міг її знайти. Отримавши відповідь Деша на свої перші підказки, вона приходить в «Два чоботи» і залишає блокнот для наступної відповіді, попередивши Бумера, щоб той не розповідав «Хлопцю з блокнотом», що він її бачив. Деш за інструкцією Лілі краде капелюх актора Санта-Клауса з «Мейсіс», поки Бумер відволікає Джеффа, актора-ельфа. Актор Санта попереджає Деша, щоб той не ображав їхнього «спільного друга», перш ніж Деш забирає капелюх і тікає, що призводить до того, що його та Бумера силоміць виводять з «Мейсіс». Пізніше того ж вечора Лілі дякує дядькові Селу, який виявляється актором Сантою, за допомогу в її плані, а він передає їй блокнот з відповіддю від Деша. |                  |                    |              |                         |
| 3 | «Ханука»         | Памела Романовські | Керол Барбі  | 10 листопада 2020       |
| Лілі пише Дешу про найгірше Різдво, яке вона пам'ятає, і той кидає їй виклик відвідати дику, андеграундну танцювальну вечірку на честь Хануки, яку влаштовують двоє підлітків, що називають себе «Challah Back Boys», аби змусити її вийти із зони комфорту. Під час вечірки вона ховається у ванній кімнаті, де знаходить на дзеркалі підбадьорливе послання від Деша. Танцюючи на танцполі, вона зустрічає Едгара, колишнього шкільного хулігана, який, здається, радий її бачити, але водночас образливо називає її «дивакуватою». Лілі тікає з вечірки й залишає один зі своїх червоних черевиків в снігу. Її дідусь Артур, який несподівано повернувся до міста, дізнається про її втечу пізно вночі й саджає її під домашній арешт. |                  |                    |              |                         |
| 4 | «Попелюшка»      | Памела Романовські | Керол Барбі  | 10 листопада 2020       |
| Деш знаходить черевик Лілі, але дізнається, що вона забула залишити блокнот на вечірці. Прочитавши її невеселу відповідь на своє повідомлення на дзеркалі, він намагається розшукати власницю черевика і дізнається, що його придбали у Фонді розвитку театру «Ліліан Сен-Клер Дюбуа». Він вмовляє продавчиню дати йому адресу покупця, якою виявляється двоюрідна тітка Лілі — Ліліан, заможна й ексцентрична артистка, яку Лілі та Ленгстон називають «місіс Бейзіл Е.». Їй починає подобатися Деш, коли він каже їй, що хоче знати, чи все гаразд у Лілі. Ліліан свариться з братом Артуром за те, що той покарав Лілі, і розповідає внучатій племінниці, що Деш все ще турбується про неї. Згодом Артур пригощає Лілі піцою у «Двох чоботях». Лілі віддає блокнот Бумеру, а той передає його Дешу. Деш читає повідомлення Лілі, що хоча її й лякала вечірка на Хануку, вона відкрила їй новий світ, тож вона хоче зробити для нього те саме, і відправляє Деша подивитися на різдвяні будиночки в Дайкер-Гайтс. Невдовзі після того, як над головою Деша засяяв напис «Вір» (англ. «Believe»), він отримує смс від колишньої дівчини Софії. |                  |                    |              |                         |
| 5 | «Софія та Едгар» | Фред Севідж        | Лорен Мун    | 10 листопада 2020       |
| Деш і Лілі не наважуються розповісти один одному про повернення Софії та Едгара відповідно. У наступному виклику Лілі відвідує заняття з «арт-брейку», де учасники повинні у прямому сенсі слова розбити свої витвори мистецтва. Вона відмовляється нищити свою ляльку, натхненну Дешем, і знаходить розраду в собачому парку, де несподівано з'являється Едгар з браслетом дружби, який вона подарувала йому в середній школі, та запрошує її на вечір поезії в стилі слем. Лілі вагається, допоки Ленгстон не каже їй, що незабаром їх сім'я переїжджає на Фіджі. Зрештою, вона відіграється на кількох сніговиках, а потім виміщає злість на Едгарі на поетичному вечорі-слемі. Едґар просить вибачення і запрошує Лілі на побачення, чим дивує її. Тим часом Деш вчиться робити мочі з групою японських бабусь. Того вечора його батько Гордон повертається додому зі своєю новою дівчиною Лізою і запрошує його та Софію на подвійне побачення. За вечерею Софія запрошує Деша на вечірку, яку влаштовує їх однокласниця Прія. Пізніше Едгар каже Дешу і Софії, що він прийде зі своєю дівчиною, але Деш не здогадується, що йдеться про Лілі. |                  |                    |              |                         |
| 6 | «Святвечір»      | Фред Севідж        | Гаррі Тарре  | 10 листопада 2020       |
| Ленгстон просить вибачення у Лілі за те, що посварився з нею через рішення їх сім'ї переїхати на Фіджі, і пропонує їй запросити Деша на побачення за допомогою блокнота. Лілі терміново зустрічається з Бумером у «Двох чоботях», аби поговорити про те, що Деш спілкується з Софією, але Бумер не знає, що Софія повернулася. Бумер приходить на передріздвяну вечірку Прії з блокнотом і бачить там Деша з Софією. Розлючений тим, що Деш не сказав йому правди, він переконує друга не відмовлятися від Лілі. Коли він йде, Деш і Лілі нарешті зустрічаються, але перш ніж Лілі встигає назвати своє ім'я, їх з Дешем переривають Едгар і Софія. У грі «Правда чи дія» Софія пропонує Дешу «вирушити в подорож у часі» з нею до Бібліотеки та музею Моргана, де відбулося їх перше побачення. Водночас Лілі не може відповісти на кілька романтичних запитань, бо ніколи не була на побаченні. Вона намагається втекти з вечірки, але Едгар наздоганяє її й майже цілує, але їх перериває телефонний дзвінок. У бібліотеці Софія погоджується, що вони з Дешем не підходять один одному, бо він змінився і ніколи не був до кінця чесним з нею, але вона хоче, щоб вони були більше, ніж друзями, і цілує Деша. |                  |                    |              |                         |
| 7 | «Різдво»         | Фред Севідж        | Рейчел Кон   | 10 листопада 2020       |
| Лілі прокидається різдвяного ранку, сподіваючись знайти блокнот під ялинкою, але його ніде немає. Вона приходить до Ліліан, яка каже їй, що не бачила «Хлопця з блокнотом» відтоді, як вони вперше зустрілися, але якщо вона отримає блокнот, то «відразу його віддасть як зайДЕШ». Лілі припускає, що Деш з минулої ночі — це «Хлопець з блокнотом». Вона дзвонить Бумеру, щоб підтвердити це, і засмучується, дізнавшись, що Деш пішов з вечірки з Софією, тому йде до пабу «МакСорлі» і напивається. Вона пише Едгару, щоб він прийшов до пабу і поцілував її, що він і робить. Флешбек демонструє, що Деш і Софія розійшлися, але провели ніч у бібліотеці; вранці Деш прокидається в паніці, бо забув віддати блокнот. За допомогою програми «Мама з Мангеттена», яку Бумер завантажив на свій телефон, Деш знаходить Лілі — хтось помітив її червоні черевички. Деш йде до пабу і засмучується, коли бачить, як вона цілується з Едгаром. Дорогою до Ліліан у таксі Деш і Лілі зляться один на одного за приховування правди й починають думати, що жоден з них не є тією людиною, якою вони її собі уявляли. Деш відмовляється йти на різдвяну вечерю родини Бумерів і пише в блокноті прощального листа до Лілі, який їй передає Ліліан. |                  |                    |              |                         |
| 8 | «Новорічна ніч»  | Фред Севідж        | Джо Трац     | 10 листопада 2020       |
| Напередодні Нового року Марк, двоюрідний брат Лілі й продавець магазину в «Стренд», передає Дешу блокнот із повідомленням від Лілі, в якому вона каже, що їх стосунки ніколи б не склалися, і що її сім'я незабаром їде на Фіджі. Деш розшукує Бумера на концерті «Jonas Brothers» у Гадсон-Ярді, де застає його з Прією, Софією та хлопцями з гурту «Challah Back Boys». У трейлері Ніка Джонаса Софія каже Дешу, що, аби повернути Лілі, він має бути щирим у своїх почуттях. Заходить Нік і розповідає Дешу про час, коли він був чесним зі своєю дружиною, після чого Деш дякує йому і планує запросити Лілі до «Стренд». Тим часом на сімейній церемонії Ошоґацу в дзен-буддійському храмі Артур каже Лілі, що дозволить їй залишитися в Нью-Йорку, якщо вона визнає, що саме Деш став причиною її нещодавньої поведінки. Натомість Лілі бере всю відповідальність на себе і вказує родині на їх помилки, але Артур відмовляється йти на компроміс. Дорогою до аеропорту Ленгстон надсилає Лілі фотографію повідомлення від Деша, в якому він зізнається, що закоханий у неї. Лілі вибігає з таксі й мчить до «Стренд», де Джефф віддає їй ключі від книгарні. Після відвертої та щирої розмови Деш та Лілі цілуються, що стає початком їх романтичних стосунків. Вони проводять вечір замкненими в книгарні, поки Ліліан переконує Артура піти на компроміс, щоб Лілі могла залишитися в Нью-Йорку. Бумер і Софія стають парою, Ленгстон возз'єднується зі своїм хлопцем Бенні, а Едгар проводить свято на самоті. |                  |                    |              |                         |

## Виробництво
Проект заснований на серії підліткових романів письменників Рейчел Кон і Девіда Левітана. Для сценарію першого сезону було адаптовано книгу "Dash & Lily's Book of Dares". Шоураннером серіалу став Джо Трач, продюсерами виступили Шон Леві і Нік Джонас.
Серіал вийшов на Netflix 10 листопада 2020 року. Шоу не було продовжено на другий сезон.

## Відгуки
Серіал отримав позитивні відгуки від критиків. Сайт Rotten Tomatoes дає йому рейтинг у 100% на основі 35 професійних рецензій. Шоу також удостоїлося Денна премія «Еммі» у трьох категоріях.